# Рижих Сергій Володимирович
Сергій Володимирович Рижих (нар. 12 вересня 1979, Горлівка, Донецька область. УРСР) — російський та український футболіст, нападник, по завершенні кар'єри — футбольний тренер.

## Кар'єра гравця

### 1997—2000
Футболом розпочинав займатися в горлівської ДЮСШ (перший тренер — Олександр Недайвозов), потім вступив до Донецького училища олімпійського резерву, де був направлений в групу до тренера Віктора Смолянинова. Після завершення навчання футболістом активно цікавився «Шахтар-2», але Рижих вважав за краще стати гравцем команди «Авангард-Індустрія» (Ровеньки), яку тренував Олег Смолянинов (однофамілець тренера донецького УОР). У Ровеньках нападник провів півтора сезони, за цей час команда вийшла з другої ліги до першої. Під час зимової перерви в чемпіонаті 1997/98 Сергій Рижих, Віталій Лоц і Дмитро Логвінов на запрошення Михайла Фоменка перейшли з «Авангарду» в харківський «Металіст». За три роки перебування в Харкові Рижих не мав стабільного місця в основному складі, частіше виходив на заміну.

### 2001—2005
Після закінчення контракту з «Металістом» відправився в команду другої ліги чемпіонату Росії «СКА-Енергія» (Хабаровськ), яку на той час очолив Олег Смолянинов. У Хабаровську провів чотири з половиною роки. У трьох сезонах ставав найкращим бомбардиром «СКА-Енергії». У 2001 році, коли хабаровчане завоювали путівку в першу лігу, став кращим бомбардиром зони «Схід», пропустивши при цьому через травму останні матчі першості й перехідні поєдинки проти «Уралмашу». Влітку 2005 року Смолянинов вирішив відмовитися від послуг форварда.

### 2005—2010
Восени 2005 року повернувся в Україну, де став гравцем ужгородського «Закарпаття». У цей час перше коло чемпіонату України було в розпалі. Рижих встиг зіграти в десяти матчах і відзначитися двома голами. Взимку зайнявся пошуком нового клубу. Перебував у тренувальному таборі одеського «Чорноморця», але з часом уклав контракт з калінінградською «Балтикою».
Після «Балтики» перебрався в «Салют-Енергію» (Бєлгород), потім трохи пограв за липецкий «Металург». Далі перебрався в Україну, де виступав в першій лізі за ФК «Харків». Відіграв за цю команду один сезон. Після того, як команда оголосила про своє банкрутство, деякий час перебував у статусі вільного агента. Через деякий час футболістові подзвонили з Хабаровська з пропозицією приїхати на збори «СКА-Енергії» в Анапу, де в перерві між першим і другим колами тренувалися команда. Після зборів з Рижих був укладений контракт до кінця сезону. У Хаборовску Сергій Рижих приєднався до Віталія Лоца і В'ячеслава Запояски, які утворили в команді тріо колишніх гравців «Металіста».
24 серпня 2010 року в календарному матчі з «Волгою» Рижих забив свій 45 м'яч у складі далекосхідників (31 з них — у першому дивізіоні), ставши третім у списку бомбардирів команди в першості Росії слідом за Василем Кармазіненком та Олексієм Поддубським.
Після завершення сезону намагався працевлаштуватися в барнаульскому «Динамо», бєлгородському «Салюті» в Михайла Фоменка та українській ФК «Полтава», але з жодною з вище вказаних команд не зміг укласти контракт.

## Кар'єра тренера
З 2012 по 2015 рік працював тренером у другій команді харківського «Геліоса» — «Геліос-Академії», яка виступала в аматорському чемпіонаті Харківської області. Паралельно в її складі виходив на поле. З квітня 2015 року — помічник головного тренера «Геліоса».

## Кар'єра в збірній
Викликався до юнацької збірної, яку очолював Віктор Догадайло. До переїзду в Хабаровськ викликався на збір молодіжної збірної України.